# Millones (película)
Millones es una película infantil británica de 2004, dirigida por Danny Boyle y protagonizada por James Nesbitt, Alex Etel, Lewis McGibbon y Daisy Donovan.
Ganadora del premio British Independent Film Award (BIFA) 2005 al Mejor guion.

## Sinopsis
Al morir su madre, un niño llamado Anthony (Lewis McGibbon) decide tomarse la vida de modo pragmático mientras Damian (Alex Etel), su hermano pequeño, apuesta por la imaginación, la fantasía y la fe para dar sentido a su vida. De repente, un día, una maleta llena de libras esterlinas cae a los pies de Damian, y ambos niños se ven en la necesidad de  gastarlo todo antes de que el euro llegue a su país y vuelva inservible su nueva fortuna. Toda una aventura que les hará darse cuenta de que el verdadero valor de las cosas no se mide por los billetes que cuesta.

## Reparto
- Alex Etel como Damian Cunningham.
- Lewis McGibbon como Anthony Cunningham.
- James Nesbitt como Ronnie Cunningham.
- Daisy Donovan como Dorothy.
- Christopher Fulford como El "Hombre Pobre".
- Pearce Quigley como el policía de la comunidad.
- Jane Hogarth como mamá.
- Alun Armstrong como Saint Peter.
- Enzo Cilenti como San Francisco de Asís.
- Nasser Memarzia como Saint Joseph.
- Kathryn Pogson como Saint Clare.
- Harry Kirkham como Saint Nicholas.
- Cornelius Macarthy como Gonzaga.
- Kolade Agboke como Ambrosio.
- Leslie Phillips interpretándose a sí mismo.

## Doblaje
| Personaje          | Actor de doblaje     |
| ------------------ | -------------------- |
| Damian Cunningham  | Manuel Díaz          |
| Ronnie Cunningham  | Gerardo Vásquez      |
| Dorothy            | Adriana Casas        |
| Anthony Cunningham | Diego Ángeles        |
| El hombre pobre    | Sebastián Llapur     |
| Policía            | Gerardo Reyero       |
| Saint Peter        | Francisco Colmenero  |
| Niño en sanitario  | Alejandro Orozco     |
| Niño negro         | Luis Fernando Orozco |
| Voces adicionales  | Claudio Velázquez    |

## Comentarios
Danny Boyle (Trainspotting, 28 días después) da un nuevo giro a su carrera con una historia sobre niños, fe, milagros y dinero. Una película muy alejada de las antiguas producciones de Boyle, pero que mantiene cierta dosis de locura y surrealismo. Dos jóvenes debutantes, Lewis McGibbon (Anthony) y Alex Etel (Damian) protagonizan esta cinta, acompañados por los veteranos Daisy Donovan (Parting Shots) y James Nesbitt (Bloody Sunday).